# Agonia no Jardim (Correggio)
Agonia no Jardim é uma pequena pintura a óleo sobre painel de 1524 de Correggio, agora na Apsley House em Londres.
O episódio é mais conhecido em Língua Portuguesa como Agonia no Getsêmani e se refere a um evento na Vida de Jesus que ocorreu entre a Última Ceia e a sua prisão A luta de Jesus (em grego: agonia), orando e se submetendo a Deus antes de aceitar seu sacrifício, no Getsêmani, também denota um estado de espírito atualmente chamado de agonia.
.